# Onychocerus ampliatus
Onychocerus ampliatus là một loài bọ cánh cứng trong họ Cerambycidae.